# 佩拉尔蒂利亚
佩拉尔蒂利亚，是西班牙阿拉贡自治区韦斯卡省的一个市镇。总面积16平方公里，总人口166人（2001年），人口密度10人/平方公里。